# Municipio de Banner (condado de Dickinson)
El municipio de Banner (en inglés: Banner Township) es un municipio ubicado en el condado de Dickinson en el estado estadounidense de Kansas. En el año 2010 tenía una población de 108 habitantes y una densidad poblacional de 1,17 personas por km².

## Geografía
El municipio de Banner se encuentra ubicado en las coordenadas 38°38′53″N 97°11′44″O / 38.64806, -97.19556. Según la Oficina del Censo de los Estados Unidos, el municipio tiene una superficie total de 92.43 km², de la cual 92,08 km² corresponden a tierra firme y (0,37 %) 0,34 km² es agua.

## Demografía
Según el censo de 2010, había 108 personas residiendo en el municipio de Banner. La densidad de población era de 1,17 hab./km². De los 108 habitantes, el municipio de Banner estaba compuesto por el 95,37 % blancos y el 4,63 % eran de una mezcla de razas. Del total de la población el 5,56 % eran hispanos o latinos de cualquier raza.